# スマック (植物)
スマック (sumac, [ˈsjuːmæk];  sumach, sumaqとも表記する) (アッシリア現代アラム語: ܣܘܼܡܵܩܵܐ, アラビア語: سُمّاق, スンマーク / 主な口語発音：simmāq, スィンマーク), (ユダヤ教 ヘブライ語 אוֹג=Og) は、ウルシ科のヌルデ属 (Rhus) や、それに関連する類のさまざまな植物を総称的に指す言い方である。このうち、主に「シチリアヌルデ」ならび「タナーヌルデ」とも呼ばれるスマック・シバーガイン（Rhus coriaria）の果実を乾燥させ粉状にしたものが中東料理で香辛料として使われており、これをとくにスマックと呼ぶこともある。スマック類は世界中の亜熱帯や温帯地域、特に東アジア、アフリカ、北アメリカに生育している。

## 説明

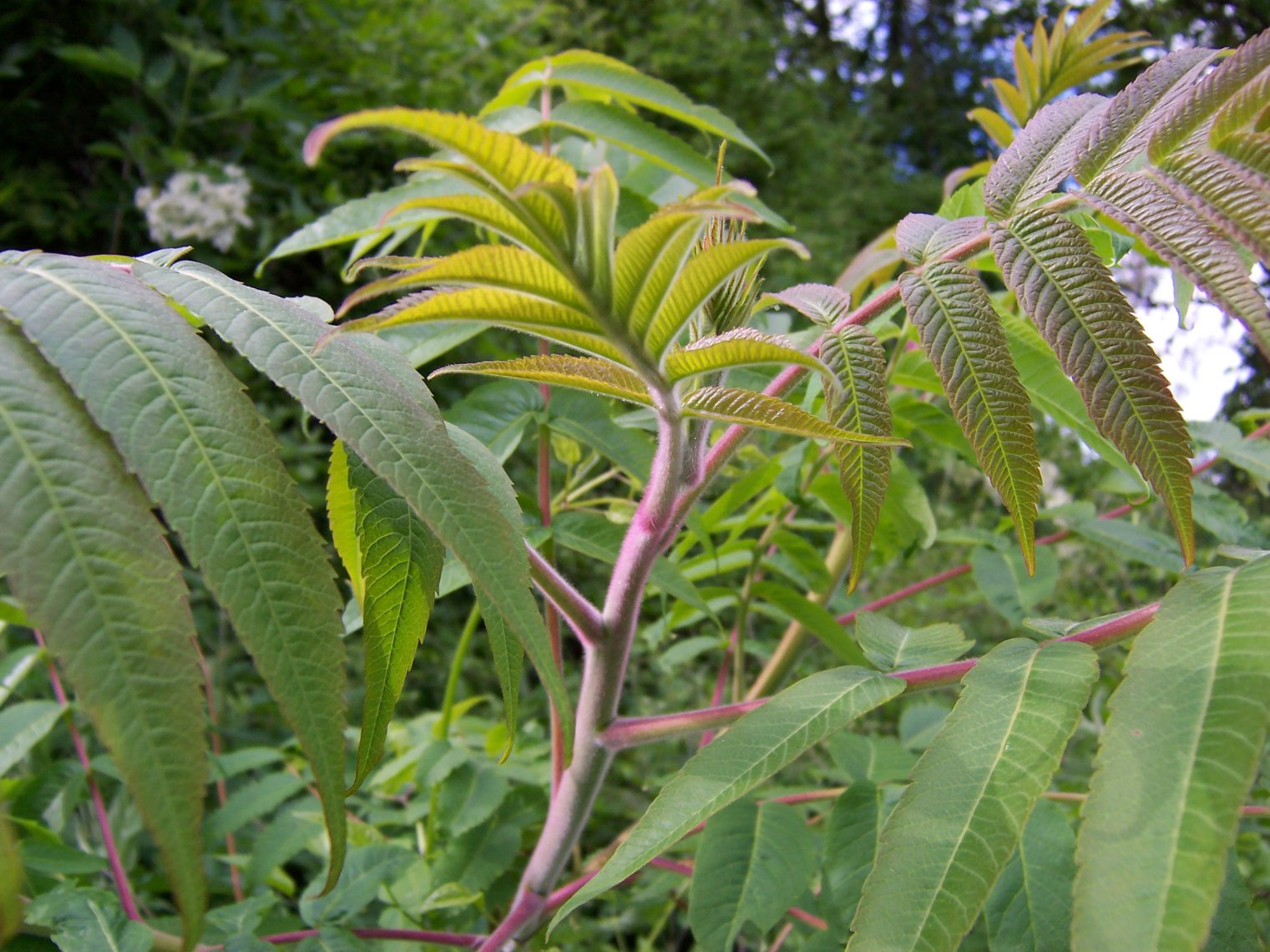
スタグホーン・スマックの若い枝。

スマックは1-10メートルにまでなる潅木。葉はらせん状になっていて、三つ葉や単葉の種もあるが、たいていは羽状複葉である。花は5-30センチメートルの密集した円錐花序か穂の形をとり、それぞれの花はとても小さく、緑がかっているか、乳白色か赤色で、5つの花弁がある。果実はスマック・ボブと呼ばれる赤みがかった核果が密集した房を形成する。一部の種の核果を乾燥させ、ひいて粉にすると、風味が強い濃赤色の香辛料になる。 
トクノウコウやピスタチオを含むウルシ科に属し、パレスチナの木立に自生する。木は雌雄異体で、その羽状の葉は皮の生産に使用されるタンニンを多く含有する。雌性の木は、密集した房に並ぶ赤みがかった果実をつける。果実はレンズマメのような形で、毛が生えており、苦みがある。アジアの一部のコミュニティでは、香辛料として使われている。植民地時代のアメリカでも（「ピンクレモネード」の伝統はここからきている）、現代の北アメリカでも利用されている。スタグホーン・スマック (Rhus typhina) については、果実を冷水にひたすと、気分を爽やかにするビタミンCが豊富な飲み物になる。 
スンマーク・シバーガインの実は赤く酸っぱい。 
スマックに言及した、楔形文字が刻まれた石板がある。またスマックはミシュナーの時代から栽培されていた。そしてその結果、 果実ともどもペアーの法が適用されると考えられている(Pe'ah 1:5)。しかし、スマックが豊富に自生していたパレスチナではそれほど高い価値はなく、ペアーについては柔軟な態度がとられた(Dem. 1:1)。

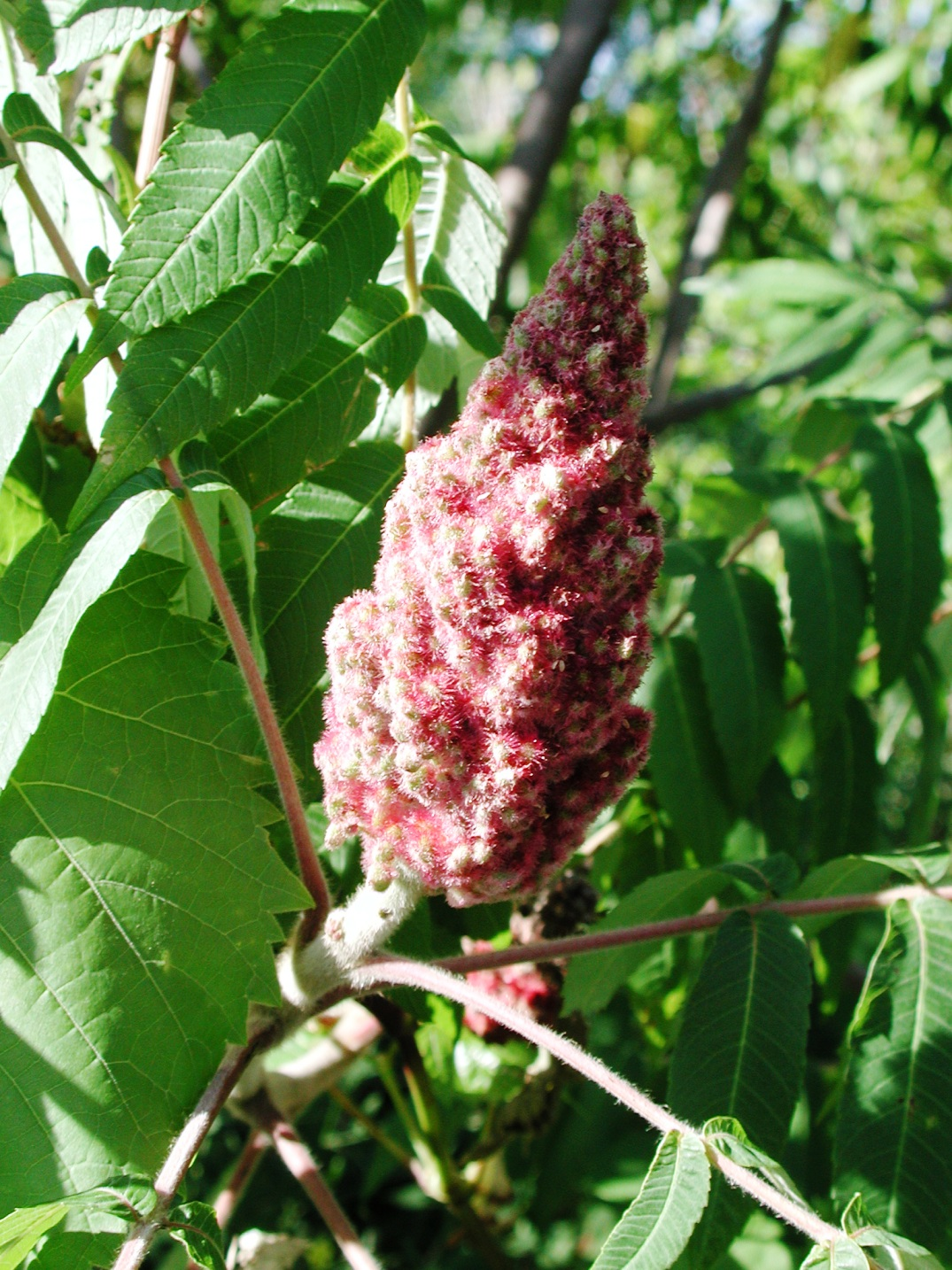
オンタリオ州ハミルトンのスタグホーン・スマック

## 語源
スマックという言葉は、古フランス語のsumac（13世紀）、中世ラテン語のsumach、アラビア語の summāq (سماق)を経て、「赤」を意味する古代シリア語の summāq (ܣܡܘܩ)へとその語源をたどることができる。

## 栽培と用途

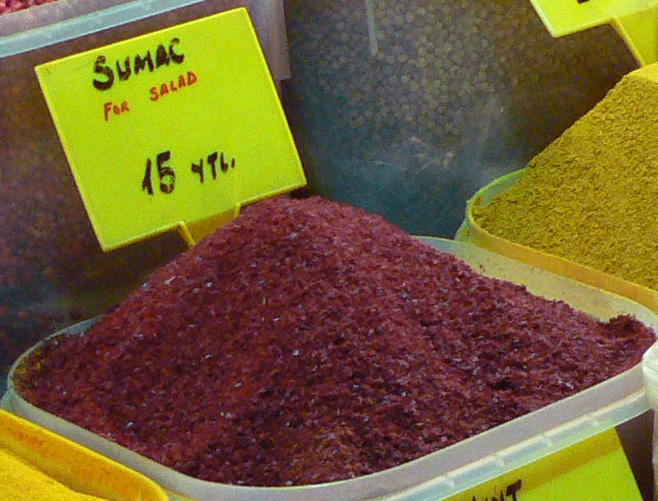
スパイスとして売られているスマック

秋の紅葉が美しいところから、庭園樹として使われている。日本でも1960年ごろ北海道大学植物園に入れたことがある。
フラグラント・スマック（Rhus aromatica)、リトルリーフ・スマック (R. microphylla)、スカンクブッシュ・スマック (R. trilobata)、スムーズ・スマック、スタグホーン・スマックなどの種類は、野生種・栽培品種のいずれであっても観賞植物として育てられる。

### 香辛料と飲み物の風味付け
スンマーク・シバーガイン（Rhus coriaria）の果実 (核果）は、赤みがかった紫色の粉末状にして、中東料理においてサラダや肉にレモンのような味のする酸味を加えるための香辛料として使われる。「赤ジソふりかけ」「梅干し」のような風味であると言われる。アラブ料理では、フムスやタシのようなメゼの彩りと風味付けに使われる。レバントではサラダに加えられるだけでなく、ムサッハンというパレスチナ料理の主な材料の一つとなる。アフガニスタン、アルメニア、バングラデシュ、インド、イラン、ユダヤ、イスラエル、クルド、パキスタンの料理では、スマックは米やケバブに加えて使う。アゼルバイジャン、中央アジア、ヨルダン、トルコの料理では、サラダやケバブ、ラフマジュンに使われる。スンマーク・シバーガイン、あるいは単にスンマーク（Rhus coriaria）はミックススパイスのザアタルに使われている。
北アメリカでは、スムーズ・スマック (R. glabra) や、スタグホーン・スマック（R. typhina) は、「スマケード」、「インディアン・レモネード」や「ルース・ジュース」と呼ばれる飲み物を作るためにしばしば使われる。この飲み物は核果を冷水に浸し、こすってエキスを抽出し、綿布で液体を漉し、甘みを加えることで出来上がる。ネイティブ・アメリカンもまた、伝統的な喫煙用の混合物に、たばこと組み合わせてスムーズ・スマックやスタグホーン・スマックの核果や葉を加えて使用している。

### 染料となめし剤
特定種のスマックの葉は、植物タンニンなめしに使用される物質であるタンニン（たいていピロガロールタイプ）を生成する。R. coriaria の葉、R. chinensis の五倍子、R. pentaphylla の木と根などが重要な資源となる。スマックでなめしたレザーはしなやかで軽く、色も明るい。スマックタンニンで作られるレザーの一種としてモロッコ革が挙げられる。
湿り気を帯びると紫色がうつってしまう。大理石のような重い荷と一緒に、軽い船荷として細かい粉末を袋詰めして運搬する場合、色うつりに注意する必要があった。

### 薬効
スマックは主に中東や南アジアの国々（ヨーロッパよりもスマックを容易に利用できた）で、いくつかの異なる病気の治療法として中世医学において使われてきた。1970年代に考古学者によって発掘された11世紀のロードス海岸沖の難破船には、商業用と思われる量のスマックの核果が積まれていた。これらは、薬、料理用の香辛料、染料として使うことが意図されていた可能性がある。スタグホーン・スマックは強力な酸化防止剤であり、その酸素ラジカル吸収能は1500 μmol TE/g以上である。また、スマックの抗高血圧の効果が調査されており、臨床試験においてR. coriariaには高血圧患者の血圧を低下させる顕著な効果があることが示された 。

### 他の使用法
巣箱のミツバチをおとなしくさせる発煙器の燃料資源として、乾燥させたスマックの房を使用する養蜂家もいる。
スマックの茎には簡単に取り除けるやわらかい髄が中央にあり、伝統的なネイティブ・アメリカンのパイプ作りに役立っている。北部アメリカ合衆国では、それらはパイプの柄として一般的に使われた。
乾燥させたスマックの木は長波長紫外線光線の蛍光を発する。

## 毒性と管理
かつてヌルデ属と考えられていたポイズン・アイビー（Toxicodendron radicans, syn. Rhus toxicodendron)、ポイズン・オーク(Toxicodendron diversilobum, syn. Rhus diversiloba)、ポイズン・スマック (Toxicodendron vernix, syn. Rhus vernix) などは、ウルシオールというアレルゲンを生成し、激しいアレルギー反応を引き起こしうる。ポイズン・スマックは純種のヌルデ属の赤い核果とはかなり異なった白い核果によって見分けられる。
木はよく芽を出す性質があるので、スマックを刈るのはよい管理手段ではなく、刈ると結果としてぎざぎざの、鋭くとがった切り株になる。刈られた後、植物は新しく成長してすぐに回復する。 ヤギは木の皮を食べて新しい発芽を妨げるので、効率的で迅速な除去方法だと長い間考えられてきた。スマックは根茎で繁殖する。小さな新芽がより成熟したスマックの木の近くにはえてくるが、これは主要な木からかなりの距離があるところまで浅くはった根を通って成長している。このため、根を刈り込むことは、完全に種を取り除くことなく管理する手段である。